# Ельвіра Баварська
Ельвіра Баварська (нім. Elvira von Bayern), ( 22 листопада 1868 — 1 квітня 1943) — баварська принцеса з династії Віттельсбахів, донька принца Адальберта Баварського та іспанської інфанти Амелії де Бурбон, дружина графа Рудольфа Врбна-Кауніц-Рітберг-Костенберг і Фроденталь. Заводчиця французьких бульдогів.

## Біографія
Ельвіра народилась 22 листопада 1868 року у Мюнхені. Вона була четвертою дитиною та другою донькою в родині баварського принца Адальберта та його дружини Амелії Іспанської. Дівчинка мала старших братів Людвіга Фердинанда й Альфонса та сестру Ізабеллу. Згодом народилася молодша сестра — Клара.
Батько помер, коли дівчинці було сім. 
Всі діти виховувались у дусі суворою католицької доктрини. Принаймні, одна з доньок мала присвятити своє життя Богові. Ельвіра в дитинстві та підлітковому віці була улюбленицею тітки Альдеґунди Моденської, пристрасної католички. Та сподівалася, що саме Ельвіра стане черницею, однак дівчині ця ідея була не до вподоби. Тітчин вплив вона використала, щоб домогтися дозволу на нерівний шлюб. Духовну стезю обрала її сестра Клара.
Обранцем Ельвіри став 27-річний австрійський імперський граф з чеськими коренями Рудольф Врбна-Фроденталь. Наречений був молодим, багатим та красивим. Принцеса за тодішніми мірками не була великою красунею, однак старанно доглядала за своєю зовнішністю.

Видання заміж принцеси з королівського дому Баварії редагувалося §1 та 2 Статуту, прийнятого 1819 року. Було отримано схвалення братів нареченої, а також батька нареченого. Разом із сином вони зобов'язалися дотримуватися шлюбного контракту, складеного із значними перевагами для нареченої. Ельвірі гарантувалося регулярне грошове утримання, окрім спільних доходів подружжя. Натомість, вона відмовлялася від прав на престолонаслідування для себе і майбутніх дітей. 21 грудня 1891 шлюбний контракт було підписано. Вінчання відбулося 28 грудня 1891 у палаці Німфенбург. У подружжя народилося троє дітей.

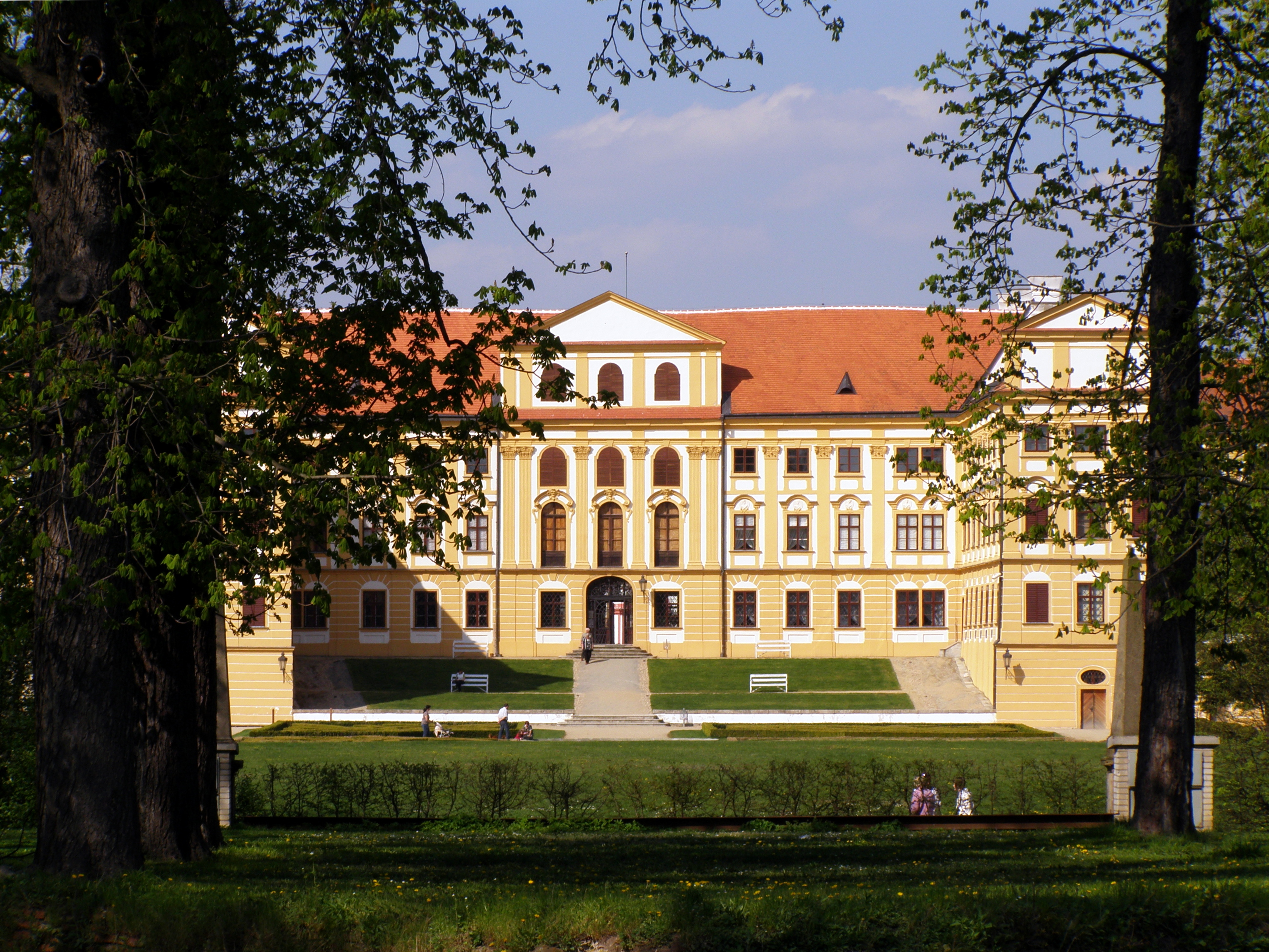
Яромирецький замок

Жила родина у маєтках в Голешові та Яромеріце над Рокитной влітку та у Відні, під час бального сезону, взимку. Графиня любила тварин, особливо французьких бульдогів. У 1893 вона стала першою на території Австро-Угорщини, хто завів французьких бульдогів, до того часу невідомої там породи собак. Їхній родовід дотепер зберігається у Яромирецькому замку.За чотирилапими улюбленцями доглядали спеціальні слуги. Був створений навіть собачий цвинтар. Майже у всі поїздки Ельвіра брала із собою собаку.
Хоча Ельвіра і втратила права на престол, титул Її королівська Високість залишився незмінним. Цей факт також сприяв налагодженню зв'язків із правлячим домом Габсбургів в Австро-Угорщині. Вона із чоловіком були представлені імператорському двору у Відні. Їхній престиж підвищив і факт юридичної перемоги за спадок вимерлої лінії Кауніц-Рітберг-Костенберг. На початку ХХ століття повним варіантом імені Врбна-Фроденталь стало Врбна-Кауніц-Рітберг-Костенберг і Фроденталь, часто скорочуване до Врбна-Кауніц.
Після розпаду імперії та створення Чехословацької республіки, в країні суворо заборонили використання дворянських титулів. Графиня відмовилася визнавати такі соціальні девальвації. Після 1918 року вона продовжувала наполягати на повазі до свого королівського походження.

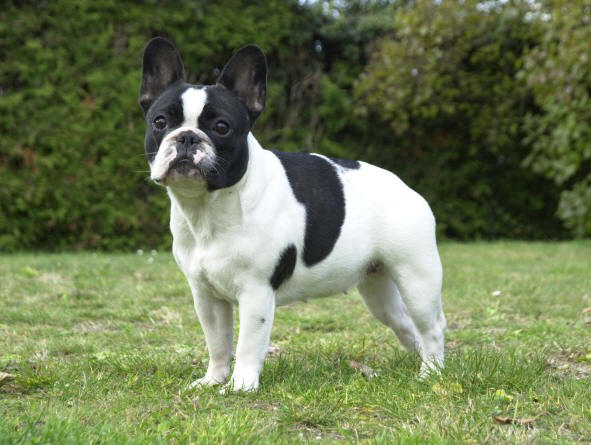
Французький бульдог

Розкішний спосіб життя, утримання кількох замків та незначні доходи вичерпали родинні статки. Після смерті Рудольфа у грудні 1927, Яромирецький замок довелося закласти. Ельвіра з того часу проживала там постійно. Щоб запобігти банкрутству, розпродавалося замкове майно. Прислуга графиню не любила, оскільки та увесь час поводилася аристократичною пихою та холодністю. Чеську мову вона вивчити навіть не намагалася.
До фінансових труднощів Ельвіри додалися і родинні. Її старший син Рудольф проти волі оженився із простолюдинкою Бертою Відеманн, а 1936 — помер, впавши з коня, не залишивши нащадків чоловічої статі.
Графиня вітала вхід німецьких військ на територію Чехословаччини. За словами її покоївки, почувши про це звістку по радіо, Ельвіра коротко сказала:«Нарешті!» Оскільки, серед кредиторів були євреї, графиня, скориставшись ситуацією, звернулася у гестапо. Тих було заарештовано, і від своїх претензій до Ельвіри вони відмовились.
Померла графиня 1 квітня 1943 у Відні. Її тіло поховали у церкві Святого Михайла у Мюнхені.
Яромирецький замок продали у грудні 1943 залізниці рейха. Альфонс Врбна-Кауніц під час війни до Мюнхена.

## Родина
Чоловік —  Рудольф Врбна-Фроденталь
Діти:
- Рудольф (1892—1936) — був одружений з Бертою Відеманн;
- Ізабелла (1894—1964) — була одружена із графом Каролем Естергазі де Галата, згодом —  з його молодшим братом Гезою Естергазі де Галата, мала семеро дітей від обох шлюбів;
- Альфонс (1896—1976) — був одружений з Жозефіною Келлнберг.